# عیقره (روستا)
 عیقره  (در عربی:  عَیقرَة )
نام روستایی است در دهستان الغُربان از توابع استان عَدَن در کشور یمن در شبه جزیره عربستان. 

## جمعیت
جمعیت آن (۱۰۷ ) نفر (۱۶ خانوار) می‌باشد.